# Опанасюк Олексій Євменович
Олексі́й Євме́нович Опанасю́к (29 березня 1936, Дубрівка, Житомирська область — 1 червня 2011) — український письменник. За значний внесок у розвиток культури Житомирщини Указом Президента України удостоєний звання «Заслужений працівник культури України».

## Біографія
Народився в селі Дібрівка Брусилівського району Житомирської області 29 березня 1936 року у великій селянській родині.
Закінчив початкову школу в Дубрівці, семирічку в Хомутці… Щоліта працював у колгоспі, аби щось заробити. Літературне життя розпочав ще в шкільному віці, дописуючи до місцевої газети «Колгоспна правда» етюди, новелетаи, оповідки. Одночасно у 8-му класі він пішов працювати їздовим, бо сім'я дуже голодувала.
Трудову діяльність Олексій Євменович розпочав завідувачем сільським клубом в рідному селі, потім був обраний другим секретарем Брусилівського райкому комсомолу. У 1957 році перейшов на роботу до редакції газети «Колгоспна правда». Згодом поступив на факультет журналістики в Київському університеті. Публікувався в журналах «Зміна», «Дніпро», «Вітчизна». На молодого новеліста звернули увагу Максим Тадейович Рильський і Олесь Терентійович Гончар. Збірник молодих авторів «Щасливої дороги» (1962) з прозовими творами Опанасюка вийшов з передмовою Максима Рильського.
Після навчання повертається на Житомирщину, де працював літпрацівником обласної газети «Радянська Житомирщина», редактором районної газети «Зоря комунізму», обласної «Комсомольська зірка», начальником редакційно-видавничого відділу Житомирського обласного поліграфічного видавництва.
З 1980 до 2003 року очолював Житомирську обласну організацію Національної спілки письменників України. Окрім цього був членом Української Ради Миру, заступником голови Всеукраїнського товариства Івана Огієнка і обласної ради Конгресу Української інтелігенції, кілька років — курінний отаман Житомирського Козацького коша. Опанасюк стояв біля витоків екологічного товариства культурно-освітніх об'єднань обласного товариства української мови «Просвіта».
Зараз займається дослідницькою та літературною діяльністю. Був ініціатором запровадження премії імені Огієнка, яку з 1995 року отримали понад 110 діячів літератури, культури, мистецтва й науки. Активно пропагує українське слово і національну ідею культурного відродження нашого народу та утвердження державності України.
Помер письменник 3 червня 2011 року.

## Літературна творчість
В 1975 році вийшла художньо-документальна повість Опанасюка «Копище» — розповідь про село, спалене разом з людьми за опір німцям в роки німецько-радянської війни. Темі війни присвячена повість «Кров і фата» про героїв Малинського підпілля, «Спитай у беріз при долині» про захисників Коростенського укріпрайону, «Четверо вийшли в дорогу» про юних підпільників з села Альбінівка, що під Житомиром, «Жайворонова кладка» про трагедію 1943 року поліського села.
Повість «Зникали у відомому напрямку» (1990) — документальний твір про голодомор і більшовицький терор на Житомирщині. На її сторінках письменник досліджує долі безневинно репресованих поліщуків, які потрапили під страшний прес сталінського беззаконня.
«Трійця з передпілля Києва» (1999) — есей присвячений життєвим та мистецьким шляхам трьох велетнів українського духу, які зросли на Київсько-Волинській землі — Івану Огієнку, Максиму Рильському та Борису Тену. Олексій Опанасюк показує як перепліталися їх шляхи, як підтримували один одного світочі національної ідеї у важких випробуваннях XX століття. Головна ідея твору — це Україна, її культура, воля та державність.
Останній твір письменника «Чи затишно пані провінції в Житомирі» (2001) — збірка публіцистики автора різних років, а також документів, протоколів, рішень, постанов, листів, що відображають творче життя Житомирської обласної письменницької організації за 35 років її існування.

## Громадська діяльність
Громадській активності Олексія Євменович Опанасюкйому завдячують створення картинної галереї «Пам'яті спалених сіл» у селі Копище Олевського району на Житомирщині, пам'ятник Тарасу Шевченку в Кодні під Житомиром, пам'ятна стела Івану Огієнкові в Брусилові. Опанасюк — «хрещений батько» Всеукраїнського літературно-мистецького свята «Романівська весна» у музеї-садибі родини Рильських у Романівкці Попільнянського району. Він активно сприяв увічненню пам'яті Джозефа Конрада, Івана Кочерги, Бориса Тена, Олега Ольжича.
За його активного сприяння і участі відкрито перший в Україні пам'ятник жертвам масових більшовицьких репресій «Криниця совісті» у селі Велика Цвіля Ємільчинського району.

## Творчий доробок
- Опанасюк О. В'язанка: оповідання / О. Опанасюк. — Київ: Веселка, 1969. — 49 с.
- Опанасюк О. Жайворонкова кладка: повість / О. Є. Опанасюк. — Київ: Молодь, 1983. — 255 с.
- Опанасюк О. Живий біль, або Зникали у відомому напрямку: повість у монологах / О. Є. Опанасюк; авт. передм. Євген Концевич. — Житомир: Пасічник М. П., 2008. — 210 с. — (Бібліотека журналу «Косень»). — ISBN 978-966-2936-38-4.
- Опанасюк О. Жита: оповідання та коротка повість / О. Є. Опанасюк. — Київ: Молодь, 1966. — 171 с.
- Опанасюк О. Житичі: оповідання, повісті / О. Є. Опанасюк. — Київ: Радянський письменник, 1985. — 223 с.
- Опанасюк А. Е. Житомир: Что? Где? Как? : фотопутеводитель / А. Е. Опанасюк, Ю. Л. Каповский; фот. Т. М. Шабловского. — Киев  Мистецтво, 1989. — 129 с.
- Опанасюк О. Є Житомир: Що? Де? Як? : фотопутівник / О. Є. Опанасюк, Ю. Л. Каповський; фот. С. С. Крячка та ін. — Київ: Мистецтво, 1984. — 191 с.
- Опанасюк О. Є Іван Огієнко та літописний Воздвиждень з його окресами: у спогадах, документах, оповіданнях, версіях / О. Є. Опанасюк. — Житомир: Пасічник М. П., 2011. — 223 с. — ISBN 978-966-2936-53-7.
- Опанасюк О. Є Копище: повість / вступ. слово Ю. Збанацького / О. Є. Опанасюк. — Київ: Молодь, 1975. — 160 с.
- Опанасюк О. Є Кров і фата: повість / О. Є. Опанасюк. — Київ: Радянський письменник, 1967. — 155 с.
- Опанасюк О. Є Не рань траву. = Scriptum manet…: оповідки. Есе. Споминки / О. Є. Опанасюк; ред.: Віктор Васильчук, Михайло Лєцкін. — Коростень: Вечір. Коростень, 2003. — 129 с. — ISBN 966-8598-14-8.
- Опанасюк О. Є Пристані на Уборті: оповідання та повість / О. Є. Опанасюк. — Київ: Радянський письменник, 1978. — 280 с.
- Опанасюк Олесь (Олексій) Рідне слово на чужині: Іван Огієнко — редактор і видавець: есей-дослідження / О. Опанасюк; ред. та післямова М. Лєцкіна. — Житомир: Перевесло, 2004. — 47 с. — (Бібліотека альманаху «Перевесло»; вип. 1).
- Опанасюк О. Є Січ Тараса Бульби в Олевську: в спогадах, док., свідченнях; Війна і фата: повісті / О. Опанасюк. — Житомир: Пасічник М. П., 2008. — 435 с. — ISBN 978-966-2936-27-8.
- Опанасюк О. Є Спитай у беріз при долині: повісті, оповідання / О. Є. Опанасюк. — Київ: Дніпро, 1986. — 479 с.
- Опанасюк О. Є Трійця з передпілля Києва: оповідки літеральні / О. Є. Опанасюк; ред. М. Лєцкін; худож. Б. Я. Портной. — Житомир: АСА, 1999. — 64 с. — ISBN 966-95500-3-3.
- Опанасюк О. Є Усе Боже, лише гріхи наші: оповідки, статті, інтерв'ю / О. Є. Опанасюк. — Бердичів: Бердичіврегіонвидав, 2001. — 210 с. — ISBN 966-7390-90-X.
- Опанасюк О. Є Четверо вийшли в дорогу: повісті / О. Є. Опанасюк. — Київ: Веселка, 1979. — 128 с. — (Юні героЇ).
- Опанасюк О. Є Чи затишно пані провінції в Житомирі?: з буднів письменницького голови / О. Є. Опанасюк; ред. М. Лєцкін. — Житомир: Волинь, 2000. — 319 с.
- Опанасюк О. Є За статтю до газети платили добрі гроші — п'ять карбованців: інтерв'ю з О. Опанасюком / О. Є. Опанасюк // Возрождение Житомира. — 2010. — 25 мая. — С. 8.

## Нагороди
Олексій Опанасюк був удостоєний звання заслуженого працівника культури України (2002), нагороджений Грамотою Верховної Ради України, орденом архистратига Михаїла. Він лауреат Всеукраїнської премії імені Івана Огієнка (1997).